# Wichmann
Wichmann ist ein Vorname, der auch als Familienname vorkommt.

## Varianten
- Wicmannus (erstmals belegt 1163 n. Chr.)
- Wichman (erstmals belegt 1158 n. Chr.)
- Wickmann (erstmals belegt 1156 n. Chr.)
- Wikmannus (erstmals belegt 1152 n. Chr.)
- Wignandus (erstmals belegt 1148 n. Chr.)
- Wigman (erstmals belegt 1147 n. Chr.)
- Wichmande (erstmals belegt 1141 n. Chr.)
- Wichnandus (erstmals belegt 1128 n. Chr.)
- Wihemann (erstmals belegt 1120 n. Chr.)
- Wicmanni (erstmals belegt 1089 n. Chr.)
- Wicman (erstmals belegt 1015 n. Chr.)
- Wichmann (erstmals belegt 996 n. Chr.)
- Wigmann (erstmals belegt 993 n. Chr.)
- Vuigmannus (erstmals belegt 989 n. Chr.)
- Wichmannus (erstmals belegt 973 n. Chr.)
- Wichmanni (erstmals belegt 960 n. Chr.)
- Vuigmanni (erstmals belegt 952 n. Chr.)
- Wigmanni (erstmals belegt 855 n. Chr.)
- Wicmann (erstmals belegt 850 n. Chr.)

## Namensträger

### Vorname
- mehrere Grafen aus dem Geschlecht der Billunger
  - Wichmann I.
  - Wichmann II.
  - Wichmann III.
- Wichmann (Hamaland), Graf von Hamaland und Stifter des Frauenstifts Elten
- Wichmann (Bir Seba), Titularbischof von Bir Seba, Weihbischof in Bremen und 1449 in Cammin
- Wichmann von Arnstein, Prior, (Bischof), Mystiker (* um 1185; † 1270)
- Wichmann von Havelberg, Bischof von Havelberg um 1085/1096
- Wichmann von Klingenberg, königlich-polnischer und kurfürstlich-sächsischer General der Kavallerie
- Wichmann von Seeburg, Erzbischof von Magdeburg (1152–1192)

### Familienname
- Adolf Friedrich Georg Wichmann (1820–1866), deutscher Maler
- Alina Wichmann (* 1985), bürgerlicher Name der Sängerin Alina, siehe Alina (Sängerin)
- Angela Wichmann (* 1967), deutsche Malerin
- Anke Wichmann (* 1975), deutsche Radrennfahrerin
- Arthur Wichmann (1851–1927), deutscher Geologe und Mineraloge
- August Wichmann (1811–1876), deutscher Politiker, MdR
- Bärbel Wichmann (* 1939), deutsche Badmintonspielerin
- Burchard Heinrich von Wichmann (1786–1822), livländischer Schriftsteller
- Carl von Wichmann (1860–1922), deutscher Generalleutnant
- Christian Wichmann (Politiker) (1874–1957), deutscher Politiker (DNVP), Abgeordneter im Landtag Oldenburg
- Christian Wichmann Matthiessen (1945–2018), dänischer Geograph
- Christian August Wichmann (1735–1807), deutscher Schriftsteller und Übersetzer
- Christian Rudolf Karl Wichmann (1744–1800), deutscher evangelisch-lutherischer Geistlicher und Pädagoge
- Clara Gertrud Wichmann (1885–1922), deutsche Publizistin
- Claus Wichmann (1962–2023), deutscher Politiker (SPD)
- Cliff Wichmann (* 1971), deutscher Schachspieler
- Dominik Wichmann (* 1971), deutscher Journalist
- Eduard Krause-Wichmann (1864–1927), deutscher Marinemaler
- Erich Wichmann (1890–1929), niederländischer Maler und  Journalist
- Ernst Wichmann (Architekt) (1879–1931), deutscher Architekt
- Ernst Heinrich Wichmann (1823–1896), deutscher Pädagoge, Schriftsteller und Politiker
- Eyvind Wichmann (1928–2019), US-amerikanischer Physiker
- Frank Wichmann, deutscher Handballspieler
- Friedrich Georg Christian von Wichmann (1779–1861), deutscher Offizier und Prinzenerzieher
- Friedrich Otto Wichmann (1763–nach 1791), deutscher evangelischer Theologe und Pädagoge
- Friedrich-Wilhelm Wichmann (1901–1974), deutscher Leichtathlet
- Georg Wichmann (1876–1944), deutscher Landschaftsmaler
- Hannes Wichmann (* 1990), deutscher Kameramann und Fotograf
- Hans Wichmann (Politiker) (1895–1937), deutscher Politiker (SPD)
- Hans Wichmann (Leichtathlet) (1905–1981), deutscher Leichtathlet
- Hans Wichmann (Kunsthistoriker) (1925–2024), deutscher Kunsthistoriker und Museumsleiter
- Hans Krause-Wichmann (1925–2007), deutscher Ruderer
- Heinrich Wichmann (Kunsthistoriker) (1889–1968), deutscher Kunsthistoriker und Museumsleiter
- Heinrich Wichmann (Architekt) (1898–1962), deutscher Architekt
- Heinz Wichmann (1908–1988), deutscher Verwaltungsjurist und Beamter
- Heinz-Erich Wichmann (* 1946), deutscher Epidemiologe
- Hennig Wichmann († 1401), deutscher Anführer der Likedeeler
- Henryk Wichmann (* 1977), deutscher Politiker (CDU)
- Hermann von Wichmann (1820–1886), preußischer General der Kavallerie
- Hermann Wichmann (1823–1905), deutscher Komponist und Schriftsteller
- Hugo Wichmann (1852–1932), deutscher Geograf, Verleger und Redakteur
- Joachim Wichmann (1917–2002), deutscher Schauspieler
- Joachim Krause-Wichmann (1930–2000), deutscher Ruderer
- Johann Ernst Wichmann (1740–1802), deutscher Mediziner
- Johann Friedrich Wichmann (1772–1826), deutscher Bildhauer und Möbelfabrikant
- Julius Wichmann (1894–1965), deutscher Maler
- Julius Wichmann (Schriftsteller) (1854–1921), niederdeutscher Schriftsteller
- Karl Wichmann (1775–1836), deutscher Bildhauer
- Katrin Wichmann (* 1978), deutsche Schauspielerin
- Klaus Wichmann (* 1964), deutscher Rechtsanwalt und Politiker (AfD)
- Kurt Wichmann (Sänger) (1890–1976), deutscher Sänger (Bass), Gesangspädagoge und Musikpublizist
- Kurt-Werner Wichmann (1949–1993), mutmaßlicher deutscher Serienmörder
- Ludwig Wilhelm Wichmann (1788–1859), deutscher Bildhauer
- Mailin Wichmann (* 2002), deutsche Fußballtorhüterin
- Manfred Wichmann (* 1971), deutscher Historiker
- Max Köcke-Wichmann (1889–1962), deutscher Maler und Lithograf
- Moritz Ludwig Georg Wichmann (1821–1859), deutscher Astronom
- Otto Wichmann (1828–1858), deutscher Genre- und Porträtmaler
- Paul Wichmann (Maler) (1846–1904), deutscher Genremaler der Düsseldorfer Schule
- Paul Wichmann (Mediziner) (1872–1960), deutscher Dermatologe und Hochschullehrer
- Reena Wichmann (* 1998), deutsche Fußballspielerin
- Regina Wichmann-Roß (1956–2012), deutsche Pastorin
- Renate Geisberg-Wichmann (1898–1972), deutsche Zeichnerin und Holzschneiderin
- Rudolf Wichmann (1946–2006), deutscher Filmproduzent
- Rudolph Wichmann (1826–1900), deutscher Rittergutsbesitzer, Politiker, MdR
- Siegfried Wichmann (1921–2015), deutscher Kunsthistoriker
- Tamás Wichmann (1948–2020), ungarischer Kanute
- Thorsten Wichmann (1966–2006), deutscher Unternehmer und Unternehmensgründer
- Walter Wichmann (1916–1970), deutscher Maler
- Wilhelm Wichmann (1820–1888), Mitglied der Frankfurter Nationalversammlung
- Wolf-Dieter Wichmann (* 1948), deutscher Karateka